# 第2号弦乐四重奏 (肖斯塔科维奇)
德米特里·肖斯塔科维奇所作A大调第2号弦乐四重奏（ 作品号68）, 于1944年在莫斯科东北300千米的城市伊万诺沃写就，仅用19天即告完成。此作由贝多芬四重奏组首演，题献予作曲家维沙翁·舍巴林。日后观之，肖斯塔科维奇开始创作此曲时其一共十五首交响曲中已有八首写成，其人之生命亦正值半道。其时尚有十三首弦乐四重奏待其谱写，而彼等乐曲将接续不暇。

## 结构
本曲分四个乐章：
1. 序曲: 中板，有动态地
2. 宣叙调与浪漫曲: 柔板
3. 圆舞曲: 快板
4. 主题与变奏: 柔板

此曲演奏时长约35分钟，较之其最长的第15号弦乐四重奏短一分钟。
本曲用以开头之序曲采奏鸣曲式，是为此类乐曲之第一乐章的传统，其音乐强劲、有力、富于生气。此强有力之曲调为宣叙调抒情而彷徨之氛围所抑。第一小提琴于轻柔之七和弦上引导音乐一缕缓慢而苦痛之线，渐而于浪漫曲中寻得平静。终曲围绕A小调展开并终于斯，意味着四重奏曲于开头之大调的平行小调取得终结。